# Harvey Bullock
Harvey Bullock es un detective ficticio que aparece en los cómics estadounidenses publicadas por DC Comics, comúnmente en asociación con el superhéroe Batman. El personaje apareció por primera vez en Detective Comics # 441 (junio de 1974) y fue creado por Archie Goodwin y Howard Chaykin. Debutó en acción en vivo en 2014 en la serie de televisión Gotham de Fox, donde fue interpretado por Donal Logue.

## Biografía
Antes de la maxi-serie de DC de 1984 a 1985 Crisis on Infinite Earths, Bullock es un detective de la policía deshonesto bajo las instrucciones del Alcalde de Gotham City Hamilton Hill para sabotear la carrera del Comisario Gordon. Su método de hacerlo es pretender ser extremadamente torpe, echando a perder con ello todo lo que Gordon intenta hacer, al parecer accidentalmente. Después de darle inadvertidamente a Gordon un ataque cardíaco, sin embargo, Bullock da vuelta la página. Su personaje más tarde se convierte en un policía bien intencionado que (probablemente) es sumamente torpe, similar a la versión posterior animada. También forma un vínculo estrecho con Robin, basado inicialmente en su mutuo amor por las películas antiguas. Después de esto, él es un obispo en la organización de espionaje Checkmate.

### Posterior a Crisis
Tras los cambios de continuidad producidos en la mayor parte de las historietas de DC por Crisis, Bullock es quizás el agente de policía más controversial en el Departamento de Policía de Gotham City. Sus colegas de la Unidad de Crímenes Mayores jurarán de arriba abajo que es un buen policía, a pesar de su reputación por aceptar sobornos, brutalidad policial, y vínculos con el crimen organizado. Sin embargo, también tiene elementos del personaje anterior, incluyendo una afición por los donuts y una racha sentimental oculta. Este nuevo Bullock post-Crisis fue retconned por haber sido leal a Gordon desde el principio. Incluso antes de hacerse detective, se queda por Gordon durante uno de los alborotos anteriores del Joker. Él salva la vida de Gordon al manejar con cuidado y le ayuda a trabajar a través de las pistas. Finalmente, sin la ayuda de Batman, Bullock y Gordon evitan que el Joker provoque una explosión que habría nivelado Gotham City. Durante todo el caso Bullock desempeña el papel de (o era) el "policía malo", intimidando y amenazando a cualquiera que se interponga en su camino. En este punto, Bullock todavía usa un uniforme de policía normal.

### Hecho detective
Varios años más tarde, Bullock se hizo detective. De nuevo trabaja estrechamente con Gordon, como parte de un pequeño equipo de personas que Gordon sabe que puede confiar. Este grupo incluye a Maggie Sawyer, Harvey Dent, y el detective Cohen en su intento de derribar a Sal Maroni. Aunque Gordon conoce y tiene grabaciones de la brutalidad de Bullock contra los sospechosos, le introduce porque el hombre nunca ha aceptado sobornos. Los hechos que rodearon este grupo de trabajo en torno a los sucesos de Batman: The Long Halloween. Bullock y el grupo son unidos por Crispus Allen, quitan una reunión de los "monstruos" de Gotham, como el Joker, Cara de Barro y el Espantapájaros. Más tarde Bullock se asoció con Renee Montoya y los dos se vuelven muy leales el uno al otro. Durante un tiempo Bullock trabaja con la agencia de espionaje internacional Checkmate. Confrontan amenazas que van desde falsificadores a culto-terroristas. Él tiene una relación difícil con sus superiores, como al desafiar a la experta en inteligencia Amanda Waller por el asesinato propuesto de la heroica vigilante Espina Negra.
Bullock es gravemente herido durante un enfrentamiento con la KGBestia, que ha ganado el control de una pequeña arma nuclear. Robin y varios miembros del Departamento de Policía de Gotham City desafían una planta química que se incendia, en parte para salvar su vida. Bullock casi muere durante este incidente, pero es salvado con RCP administrado por Robin. Mackenzie "Hardback" Bock, un recién llegado a la fuerza, se ve envuelto, ayudando a Robin a llevar a Harvey fuera de peligro. La bomba nuclear es neutralizada por Batman.
Bullock también ganó su propia historia "Una bala para Bullock" de Chuck Dixon. La historia es acerca de alguien que trata de matarlo, que también fue adaptada para un episodio de Batman: la serie animada.
Bullock está en primera línea durante la historia "La caída del murciélago" cuando Arkham se vacía y sus presos hacen alboroto por las calles. Bullock toma el control cuando Enigma toma todo un programa de entrevistas de rehenes. Es casi borrado por una bomba colocada en la mansión del alcalde; es salvado en el último segundo por Batman.

### Terremoto
En la historia Batman: Cataclysm, Bullock se enfrenta a Anarquía en un centro comercial cuando un terremoto golpea Gotham City. Ambos salvan sus propias vidas buceando en una estructura de arte hueca. A pesar de esto, el brazo de Bullock es atravesado por un tubo de metal. No deja que eso lo detenga. Hace su camino de regreso a la muy dañada comisaría.
Tan pronto como se entera de que Gordon ha desaparecido, golpea su brazo contra una pared, sacando la barra y comienza la búsqueda. Bullock encuentra y salva a un Gordon traqueteado de los escombros de su propia oficina.
Unas semanas más tarde, Gotham es apagada y cerrada por el gobierno en el incidente conocido como No Man's Land. Bullock y varios otros oficiales, Renee incluido, voluntariamente se quedan para ayudar a Gordon. Bullock se pega a Gordon a pesar de la muerte de muchos compañeros. Cuando líder del SWAT Billy Pettit se rebela y toma aún más oficiales con él, Bullockse pega con Gordon. Renee misma incluso se pierde por un tiempo debido a Dos Caras. Al final, los esfuerzos dirigidos por Lex Luthor re-abren Gotham. Gordon, Bullock, Renee y los oficiales restantes (Pettit y los otros habían sido asesinados) recuperan sus empleos. Bullock es ascendido a teniente y se convierte en el comandante de turno de la Unidad de Delitos Mayores del DPGC.
En la historia "Oficial caído", el exagente disgustado Jordan Rich intenta matar a Gordon. Después, un vengativo Bullock revela la ubicación de Rich a la mafia, así matando indirectamente al tirador. Cuando sale la evidencia de esto, él renuncia a la fuerza.
Luego aparece en la historia "Irresoluto" en Gotham Central, donde ha caído en una vida de alcoholismo y es mostrado pensando en el suicidio.

### De vuelta a la fuerza
Como parte de la historia de DC "One Year Later", Bullock ha vuelto al DPGC, con el entendimiento de que no se le permite un solo error. Las circunstancias detrás de esto son desconocidas, la única pista hasta la fecha siendo la línea, "Seis meses desde que Harvey Bullock hizo sus descubrimientos." Batman y Bullock han hecho las paces y acordaron darse mutuamente una segunda oportunidad después de sus desacuerdos pasados, Batman informando a Bullock que considera ese capítulo "cerrado" y su opinión de Bullock como detective se reinicia a partir de ese momento.

## Otras versiones

### JLA: The Nail
En la serie de Otros mundos JLA: The Nail, Bullock se muestra como Comisario de Policía de Gotham (Se hace referencia a Gordon habiendo sido asesinado, pero nada concreto se sabe acerca de su muerte). Bullock es mostrado incluso defendiendo a Batman contra los periodistas en un panel, un opuesto del Bullock principal.

### Flashpoint
En el universo Flashpoint, Harvey Bullock es un alcohólico severo que frecuenta el bar de Montoya. Batman lo interrogó para obtener información sobre el Joker.

### Tierra Uno
La novela gráfica Batman: Tierra Uno cuenta con un Bullock muy diferente. Este Bullock es joven y guapo, y anteriormente ha sido una estrella de un programa de telerrealidad llamado Detectives de Hollywood. Él viene a Gotham con el fin de conseguir más fama resolviendo el viejo caso del asesinato Wayne. En conjunto con Jim Gordon, en un principio cree que Gordon está aceptando sobornos, pero más tarde se descubre que la verdadera razón de que Gordon no para crímenes es porque teme que la mafia matara a su hija como presuntamente mataron a su esposa. Cuando Barbara Gordon es secuestrada por un asesino conocido como el Cumpleañero, los dos van a rescatarla, y se las arreglan para hacerlo con la ayuda de Batman. Sin embargo, buscando los cuerpos de las víctimas anteriores del Cumpleañero quiebra a Bullock y se convierte en un alcohólico (anteriormente había dicho que nunca había probado el alcohol en su vida).

## En otros medios

### Televisión
- Harvey Bullock aparece en Batman: la serie animada con la voz de Robert Costanzo. Él es vagamente similar a este personaje y sigue siendo un firme opositor de Batman, tiene una especie de exterior de tipo duro y rudo. Es mucho más benigno (y más cerca de la última versión Pre-Crisis). Bullock tiende a alternar un poco en su función y naturaleza. A veces, no es más que un zafio personaje de alivio cómico, mientras otros episodios lo muestran en un contexto más serio como un detective capaz. Muchos episodios combinan ambos aspectos, dando así más dimensiones al personaje. A pesar de su sobrepeso muestra ocasionalmente buena agilidad y vitalidad y aparece en algunos episodios como un buen luchador. En vez de fumar cigarros, mastica palillos y come donuts. Apareció prominentemente en el episodio "P.O.V.", en el que él y otros dos agentes son cuestionados acerca de cómo y por qué un busto importante terminó en un fracaso colosal. En su relato, la voz en off de Bullock cuenta una variante de lo que se muestra visualmente, en el que está pintado en una luz mucho más heroica. En este episodio Bullock es responsable de arruinar el Heist. Se tropieza con una lata de aceite, y alerta a los malos que está allí. Entonces se redime un poco, al enfrentar a varios oponentes él solo. Él se maneja bastante bien en la pelea, pero inicia un incendio accidental en el proceso, del que tiene que ser salvado por Batman. El efecto dado en la serie es el de un poli honesto, aunque no exactamente por el libro, que simplemente «se ve» como el detective corrupto estereotipado. En un momento, cuando Batman insinúa que Bullock está en la toma, Bullock reacciona como si estuviera ofendido. A pesar de le disgusta y desconfía de Batman, Bullock desarrolla un respeto a regañadientes por el caballero oscuro, cuando Batman lo salva del Joker en "El pescado risón". También se revela que Bullock conoce la existencia del Batordenador, pero cómo Bullock supo de él está sin revelar. Es posible que pueda haber estado refiriéndose a un ordenador que utiliza Batman como un "Batordenador" similar al hábito de la serie de televisión de 1960 de todo lo que tiene un prefijo bat-. Bullock, junto con el Comisario Gordon, el alcalde Hill y Carl Rossum, es salvado de nuevo por Batman en el episodio de dos partes "Corazón de acero", cuando él y los otros son secuestrados por el malvado plan maestro del ordenador HARDAC para crear duplicados robóticos de oficiales de Gotham y tomar el control tiránico de la ciudad. El Bullock androide tiene una escena de lucha notable contra Batman en dicho episodio, aunque Batman vence al duplicado empujándolo de un edificio y en la Batiseñal. Por el episodio "El hombre que mató a Batman," El respeto de Bullock por Batman era tal que estaba visiblemente triste por la noticia de la aparente "muerte" del vigilante a manos de Sidney "Sid el Calamar" Debris. También ha utilizado la Bat-señal en ausencia de Gordon en dos ocasiones, en los episodios de "Encierro" y "Una bala para Bullock." Bullock se gana la ira del criminal Cocodrilo Asesino Bullock después lo envía a prisión por matar a un miembro del sindicato. El Cocodrilo jura venganza sobre Bullock, y trata de incriminarlo por sabotaje, secuestro y asesinato en el episodio "Vendetta." Bullock es enviado a prisión, pero Batman aclara su nombre, para sorpresa de Bullock, como a menudo ha causado nada más que un dolor de cabeza para Batman en el pasado. En "Una bala para Bullock," directamente adaptado de Detective Comics #651, Bullock se une a Batman para averiguar quién está detrás de varios atentados contra su vida. Al principio, parece ser un jefe de la mafia llamado Vinnie "El Tiburón" Starkey, pero más tarde se revela que en realidad es su propio patrón que había sido enloquecido por la grosería y la dejadez de Bullock.

- Robert Costanzo como Bullock después hace pequeñas apariciones como invitado en Superman: la serie animada.

- Robert Costanzo retoma su papel de Harvey Bullock en Static Shock episodio "Duro como clavos." Es visto por primera vez con algunos policías arrestando algunos delincuentes que Batman ya había capturado. Cuando Batman y Static visitan al Comisario Gordon y Harvey Bullock, ellos les dicen que Hiedra Venenosa y Harley Quinn se han llevado un barco que contenía ladrillos de oro. Después de que Batman y Static se van, Harvey le pregunta al Comisario Gordon "¿Qué diablos se hizo Robin en el pelo?" al hablar de Static causando que el Comisario Gordon niegue con la cabeza con decepción.

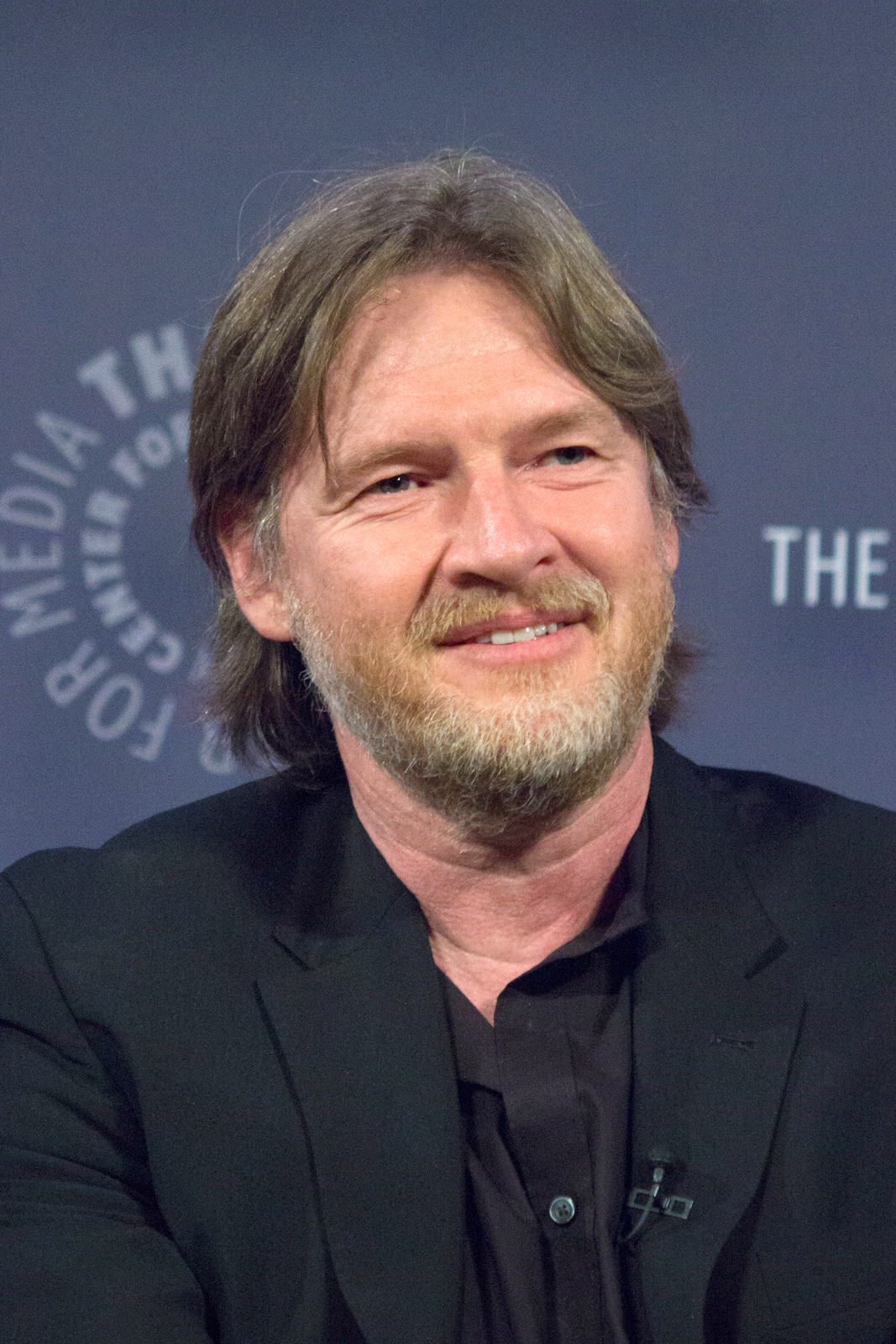
Donal Logue interpreta a Harvey Bullock en la serie de televisión Gotham.

- Donal Logue interpreta al personaje en la serie Gotham.

### Películas
- Mientras que el personaje nunca ha sido representado en una película de acción en vivo, sus aspectos han sido utilizados para otros personajes. Un personaje con rasgos similares a Harvey Bullock llamado Tte. Maxwell Eckhardt apareció en la película de 1989 Batman, trabajando para Jack Napier (quien luego se convertiría en el villano Joker). Más tarde es asesinado por Napier cuando Eckhardt aparentemente traicionó a Carl Grissom. Fue interpretado por William Hootkins.

- Bullock aparece en Batman: la máscara del fantasma, una película spin-off de Batman: la serie animada, y recibe voz de nuevo de Robert Costanzo. En la película, cuando Batman es culpado por un asesino misterioso de la muerte de varios mafiosos, Bullock dirige su propia cacería humana para el caballero oscuro con el apoyo del concejal corrupto Arthur Reeves. Bullock casi tiene éxito en atrapar a Batman en una persecución policial que culmina en un tiroteo dentro de una obra de construcción y una explosión, a pesar de la furia de Bullock al oficial de gatillo fácil que causó la explosión deja claro que quiere capturar a Batman con vida. A pesar de estar gravemente herido y desenmascarado, Batman se las arregla para escapar de Bullock, que no ve la cara de Batman.

- Bullock también aparece en Batman & Mr. Freeze: SubZero, la secuela de La máscara del fantasma, otra vez con la voz de Costanzo. Su aparición aquí es muy breve, sólo tras el secuestro de Barbara Gordon por el Sr. Frío.

- Bullock también aparece en Batman: el misterio de Batimujer, la secuela de La máscara del fantasma y SubZero, otra vez con la voz de Costanzo. Él ayuda a Batman y Gordon en la investigación de la misteriosa Batwoman y sus vínculos con el Pingüino y Rupert Thorne. Él sigue mostrando una actitud fría hacia Batman, pero atenuada, implicando que lo ha aceptado plenamente como un aliado. Su nueva pareja es Sonia Alcana, quien también es una de las tres Batwoman.

- Harvey Bullock aparece en Batman: The Killing Joke, con la voz de Robin Atkin Downes.

- Harvey Bullock aparece en Scooby-Doo! & Batman: The Brave and the Bold, con la voz de Fred Tatasciore.

- En la película de 2005 Batman Begins, el personaje Arnold Flass fue descrito como desaliñado y con sobrepeso, en comparación con su homólogo de cómic atlético y ordenado. En la secuela, The Dark Knight, dos personajes, el bueno pero duro policía Stephens (Keith Szarabajka) y el corrupto Weurtz (Ron Dean), comparten similitudes con Bullock, incluyendo una alta posición en la Unidad de Crímenes Mayores.

### Videojuegos
- Harvey Bullock no se ve en Batman: The Animated Series (videojuego), pero su voz se escucha cuando le advirtió al Comisario Gordon sobre el Pingüino plantando bombas.
- Harvey Bullock aparece como un personaje secundario en Batman: Chaos in Gotham.
- Bullock y Montoya aparecieron en una escena en Batman: Dark Tomorrow para Gamecube, y Xbox, además de ser un personaje jugable en la versión DS de Lego Batman: The Video Game.
- Bullock también cuenta como un NPC en el MMORPG DC Universe Online. En la campaña de héroe, los jugadores encuentran a Harvey Bullock en un invernadero, donde Hiedra Venenosa lo está usando como escondite.
- Harvey Bullock aparece como un aliado renuente del Capitán Gordon en Batman: Arkham Origins, con Robert Constanzo retomando el papel. Él es bastante poco fiable de la obra de Batman contra el crimen.

### Radio
- En la adaptación radiofónica de Dirk Maggs de Batman: Knightfall para BBC Radio 1, Bullock fue interpretado por Eric Meyers.

### Misceláneo
- En el cómic The Batman Adventures, Bullock se ve obligado a renunciar después que Oswald Cobblepot se convierte en alcalde, gracias a Temple Fugate manipulando las elecciones para vengarse del alcalde Hill. Al igual que con la versión DCU, se convierte en un detective privado. Esto probablemente no está en el canon DCAU.